# Camilla Mingardi
Camilla Mingardi, född 19 oktober 1997 i Brescia, är en italiensk volleybollspelare (spiker) som spelar för UYBA.

## Karriär

### Klubblag
Mingardi började sin karriär 2011 i Bergamos ungdomslag. Säsongen 2013/2014 gick hon till Busto Arsizio och spelade med dess andralag i Serie B1-klubben. Följande säsong flyttade Mingardi till Flero som var nyuppflyttade i Serie A1.
Säsongen 2016/2017 gick Mingardi till Serie A2-klubben SAB i Legnano, där hon även spelade följande år då laget blev uppflyttade till Serie A1. Under den pågående säsongen såldes dock Mingardi till River. Säsongen 2018/2019 återvände hon till Bergamo. Följande säsong flyttade Mingardi till Serie A1-klubben Millenium Brescia. Inför säsongen 2020/2021 återvände hon till UYBA, laget från Busto Arsizio.

### Landslag
2013 var Mingardi en del av det italienska U18-landslaget. 2018 blev hon för första gången uttagen i seniorlandslaget.